# رودخانه مزلقان
رود مزلقان یا مزدقان (مزدقان چای) در بخش نوبران ساوه قرار دارد و از ریزابه‌های قره چای به شمار می‌آید. این رودخانه از غرب به شرق جریان دارد. میانگین آبدهی سالانه آن ۹۰ میلیون مترمکعب است.